# Paradoxornis à menton noir
Suthora nipalensis
Espèce
Synonymes
- Paradoxornis nipalensis (Hodgson, 1837)[1]

Statut de conservation UICN

 LC  : Préoccupation mineure
Le Paradoxornis à menton noir (Suthora nipalensis) est une espèce d'oiseaux de la famille des Paradoxornithidae.
Son aire éparse s'étend à travers l'Himalaya et l'Indochine.
Ce petit oiseau coloré est le plus souvent observé avec d'autres espèces d'oiseaux se déplaçant dans le sous-bois. Il mange des petits insectes, des bourgeons de bambou et des graines d'herbe.

## Liste des sous-espèces
Selon Catalogue of Life (22 août 2020) :
- sous-espèce Suthora nipalensis beaulieui (Ripley, 1953)
- sous-espèce Suthora nipalensis crocotia (Kinnear, 1954)
- sous-espèce Suthora nipalensis feae Salvadori, 1889
- sous-espèce Suthora nipalensis garhwalensis (R. L. Fleming & Traylor, 1964)
- sous-espèce Suthora nipalensis humii Sharpe, 1883
- sous-espèce Suthora nipalensis kamoli (J. C. Eames, 2002)
- sous-espèce Suthora nipalensis nipalensis Hodgson, 1837
- sous-espèce Suthora nipalensis patriciae Koelz, 1954
- sous-espèce Suthora nipalensis poliotis Blyth, 1851
- sous-espèce Suthora nipalensis ripponi Sharpe, 1905